# توني سيلفا
توني ماريو سيلفا (بالفرنسية: Tony Sylva)، من مواليد 17 مايو 1975 في غويدياوي في السنغال، لاعب كرة قدم سنغالي في مركز حارس المرمى.
بدأ مسيرته الكروية مع نادي موناكو الفرنسي في عام 1995، ولعب معهم حتى عام 2004، وشارك معهم في 24 مباراة، وفي موسم 1996/1997 أعير إلى نادي إيبينال الفرنسي، ولعب معهم 10 مباريات، وفي موسم 2000/2001 أعير إلى نادي أجاكسيو الفرنسي، ولعب معهم 31 مباراة، ومنذ عام 2004 وهو يلعب مع نادي ليل الفرنسي.
منذ عام 1999 وهو يلعب مع منتخب السنغال لكرة القدم.

## روابط خارجية
- توني سيلفا على موقع الاتحاد الدولي (مؤرشف)  (الإنجليزية)
- توني سيلفا على موقع اتحاد تركيا (لاعب) (الإنجليزية)
- توني سيلفا على موقع رابطة كرة القدم الفرنسية للمحترفين (الإنجليزية)
- توني سيلفا على موقع قاعدة بيانات كرة القدم.إي يو (الإنجليزية)
- توني سيلفا على موقع ليكيب (الفرنسية)
- توني سيلفا على موقع ناشيونال فوتبول تيمز (الإنجليزية)
- توني سيلفا على موقع عالم كرة القدم.نت (الإنجليزية)
- توني سيلفا على موقع كووورة